# Едді Льюїс
Едвард Джеймс Льюїс (англ. Edward James Lewis; 17 травня 1974, Серрітос, США) — колишній американський футболіст, півзахисник.

## Кар'єра

### У клубах
Едді Льюїс спочатку навчався у вищій школі рідного Серрітоса, пізніше в Каліфорнійському університеті в Лос-Анджелесі де грав за місцеву команду «УКЛА Брюїнз».
На драфті 1996 року він був обраний у третьому раунді командою «Сан-Хосе Клеш». За цей клуб Едді виступав до 1999 року, зігравши 115 матчів і забивши 9 голів.

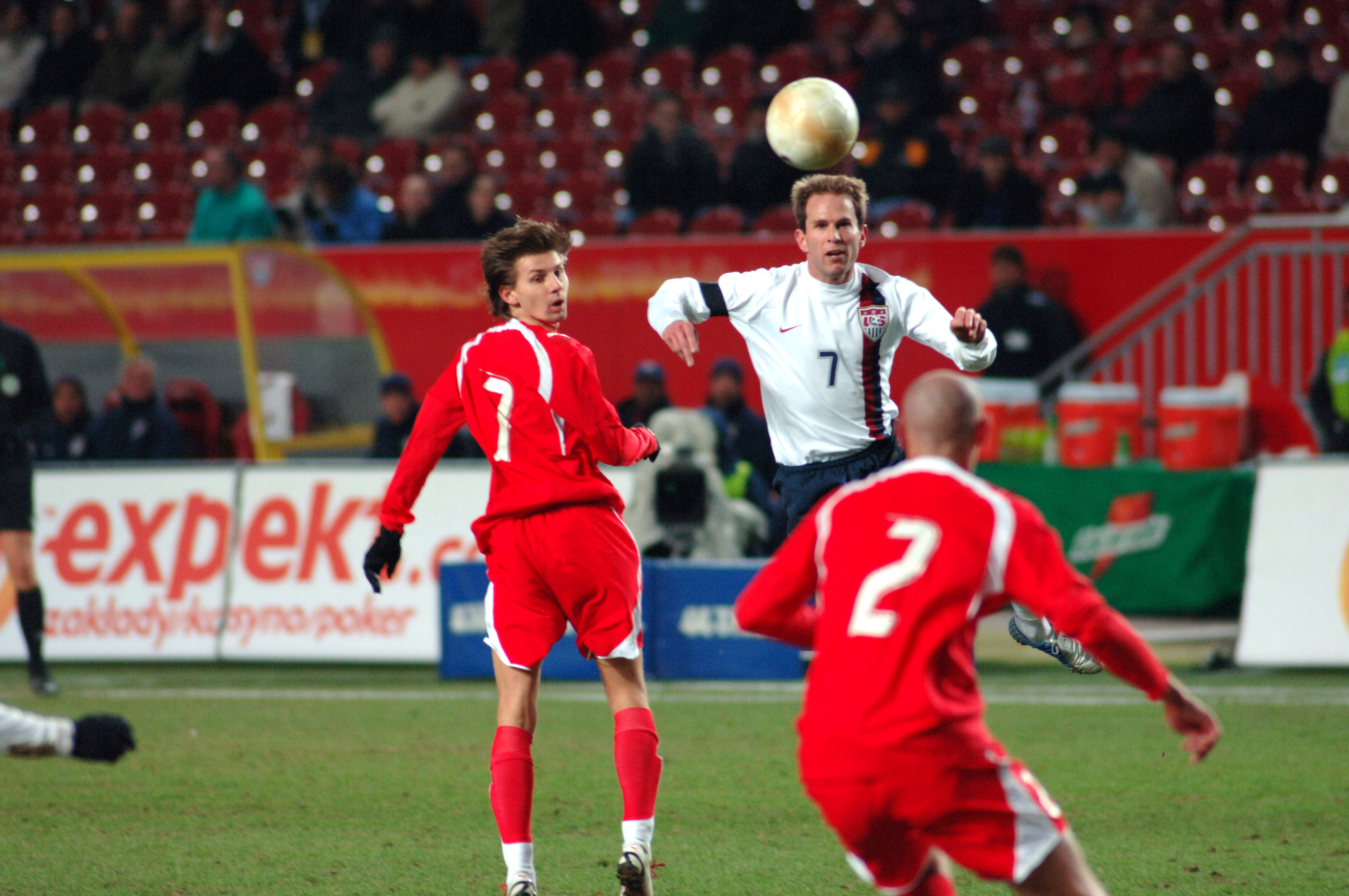
Едді Льюїс (в білому) у матчі за збірну США. 2006 рік.

У 2000 році Льюїс поїхав в Європу, ставши гравцем англійського «Фулгема». У першому дивізіоні, в сезонах 1999/00 та 2000/01 він провів 15 матчів. За підсумками останнього сезону «дачники» зайняли перше місце і вийшли в Прем'єр-лігу. Однак там Едді зіграв лише один матч і в серпні 2002 перейшов в «Престон Норт Енд». За цей клуб він зіграв 111 матчів, забивши 15 м'ячів.
З 2005 по 2007 рік Льюїс грав за «Лідс Юнайтед», потім сезон 2007/08 провів в Прем'єр-лізі за «Дербі Каунті», в якій «барани» посіли останнє місце і вилетіли, а Едді повернувся в Америку і два роки відіграв за «Лос-Анджелес Гелаксі», після чого завершив кар'єру.

### У збірній
За національну збірну США Льюїс дебютував 16 жовтня 1996 року у зустрічі проти Перу через те що багато основних гравців бойкотували збірну через проблеми із зарплатами.
Першим турніром Едді став Кубок конфедерацій 1999 року. Там збірна США зайняла 3-тє місце. Пізніше Льюїс ще раз виступав на Кубку конфедерацій, у 2003 році. Також він брав участь у двох чемпіонатах світу: в 2002 і 2006 роках. Всього на світових першостях Едді провів 5 матчів. У загальній складності за команду Льюїс зіграв 82 матчі і забив 10 м'ячів.

## Досягнення
- Переможець Золотого кубка КОНКАКАФ: 2002
- Бронзовий призер Золотого кубка КОНКАКАФ: 2003
- Supporters' Shield (Переможець регулярного чемпіонату) (1): 2010
- Переможець регулярного чемпіонату Західної конференції MLS (2): 2009, 2010

### Індивідуальні
- Гравець року в «Лідс Юнайтед»: 2007[7]

## Особисте життя
Одружений, дружина Мерісол, дочка Жизель, син Джеймс.